# 2021 – War of the Worlds: Invasion from Mars
2021 – War of the Worlds: Invasion from Mars (Originaltitel Alien Conquest) ist ein US-amerikanischer Science-Fiction-Film aus dem Jahr 2021 von Mario N. Bonassin. Produziert wurde der Film von The Asylum.

## Handlung
Eine Flotte von Raumschiffen ist vom Mars auf dem Weg zur Erde. Die Geschwister Dr. Allison Fischer und Henry Fischer, zwei Astronomen, entdecken die Flotte und melden ihre Entdeckung als Invasion, als die Aliens die ISS zerstören. General Reed und seine rechte Hand Lieutenant Harris übernehmen mit Truppen ihre Sternenwarte und versuchen auf die Invasion zu reagieren. Sie verfolgen ihre Bewegungen und können den Landeort lokalisieren.
Henry fährt gemeinsam unter Captian Oglivys Führung zum Landeort der Aliens, um sie zu empfangen. Schon nach ihrer Landung begegnen die Fremdlinge den Menschen mit Feindseligkeit und beginnen, sie mit Lasergeschützen zu beschießen. Erste Amateurvideos von Robin Tyler über die Angriffe der Aliens kursieren kurz darauf im Internet. Allison beschließt, ihren Mann Mark und die gemeinsame Tochter Junie aus dem örtlichen Krankenhaus auf die nahegelegene Farm einer ihrer Verwandten in den dortigen Bunker zu bringen.
Während sie im Bunker sind, erhält Allison einen Funkspruch ihres Bruders, der den Angriff überlebte. Er verhindert, dass ein bewaffneter Autodieb das Auto von Alina und Rebecca stiehlt und wird dafür von den beiden Richtung Stadt mitgenommen. Währenddessen kursiert ein weiteres Video von Robin Tyler im Internet, in dem sie über die Alienangriffe berichtet. Als das Auto zerstört wird, trennen sich ihre Wege und Henry geht weiter Richtung Stadt, die zwei jungen Frauen eilen in die andere Richtung.
Allison, nun in der Nähe des Landeorts, wird dort von Sergeant Holleran harsch begrüßt. Nachdem sie sich ausweisen konnte, will er ihr schließlich doch helfen. Da ereignet sich ein weiterer Angriff der Aliens. Die beiden werden getrennt und sie trifft an einem Flugzeug auf den Mechaniker Chris, der das Flugzeug wieder zum Laufen bringen will. Sie suchen im Inneren Schutz, doch Chris beschließt, das Flugzeug im Kamikazestil auf das Fahrzeug der Aliens zu steuern. Daher springt Allison aus dem fliegenden Flugzeug und beobachtet aus sicher Distanz, wie die Explosion des Flugzeugs beim Aufprall kaum Schaden anrichtet. Außerdem findet sie etwas über die Aliens heraus, als eines Chris frisst.
Alleine trifft sie schließlich an der Sternenwarte ihren Bruder. Sie berichtet ihm und General Reed davon, dass die Aliens das Klima der Erde so verändern wollen, dass es dem Klima auf dem Mars nahe kommt. Als letztes Mittel sollen Rückkopplung und ein für die Aliens tödlicher Bakterienstamm ausgesetzt werden, um die Angreifer zu eliminieren. Letztendlich kann ein letztes Soldatenaufgebot das Vorhaben umsetzen und eins nach dem anderen Raumschiff explodiert. Allison fährt danach auf ihre Farm zu ihrem Mann und der gemeinsamen Tochter.

## Hintergrund
Der Film basiert lose auf dem Roman Der Krieg der Welten von H. G. Wells und ist nach Krieg der Welten 3 – Wie alles begann und Krieg der Welten 2 – Die nächste Angriffswelle bereits die dritte Bearbeitung des Romans durch The Asylum. Er erschien am 26. Februar 2021 in den USA. In Deutschland startete der Film am 23. Juli 2021 in den Videoverleih.
Oliver Kube bezeichnet den Film als einen Mashup zwischen Independence Day und Krieg der Welten.

## Rezeption
„Billiger Science-Fiction-Trash als weitere filmische Heimsuchung durch Außerirdische, der dürftiges filmisches Handwerk, schlechte Schauspieler und lachhafte Spezialeffekte bietet. Das wirre Drehbuch verzettelt sich selbst in seinen ausgemacht niedrigen Ansprüchen.“

Gary Marsh urteilt, dass der Film „in vielerlei Hinsicht ziemlich schrecklich ist, die Schauspielerei ist schrecklich, die Dialoge sind schrecklich und die Geschichte ist schrecklich.“ Er führt weiter aus, dass „H. G. Wells sich im Grab umdrehen würde, wie sie seine klassische Science-Fiction-Geschichte ruiniert haben.“ Er gibt allerdings auch zu, dass er von einigen Spezialeffekten in positiver Hinsicht überrascht war und er „sowieso schon Schlimmeres gesehen“ hätte.
Oliver Kube von Filmstarts urteilt: „Für eine Straight-To-Video-Veröffentlichung, speziell eine aus dem für seine billig heruntergedrehten Produktionen bekannten Studio, sieht das im Trailer Gebotene allerdings erstaunlich ansprechend, fast schon aufwändig aus.“
In der Internet Movie Database hat der Film bei über 460 Stimmenabgaben eine Wertung von 2,9 von 10,0 möglichen Sternen.